# 西川虎吉
西川 虎吉（にしかわ とらきち、1849年（嘉永2年）（又は1850年（嘉永3年）） - 1920年（大正9年））は、明治時代から大正時代にかけての楽器製作者。日本におけるオルガン製造業の創始者の一人であり、ピアノ製造技師、ピアノ調律師としても活動した。

## 人物
上総国（現・千葉県）の君津に生まれる。成長後は三味線造りの職人となったが、19歳のときに貿易港として栄えていた横浜へ移住する。そこで西洋の楽器に興味を持つようになり、楽器輸入商であるドーリング商会で楽器製造やピアノ調律のノウハウを学んだ後、独立して「西川風琴製造所」を設立する。
最初は、ピアノより製作費用が安いオルガンに着目し、1884年（明治17年）には初めての国産オルガンを製作する。
ピアノ調律師沢山清次郎の記録によると日本で最初にオルガンを製作したのは西川で、ヤマハ創業者である山葉寅楠がオルガンを製作したのはその後であるという。しかし山葉が国内で最初にオルガンを製作するという文献もあり、どちらが最初のオルガン製作者であったかは不明である。
1887年（明治20年）には横浜に工場を建設してピアノ製造にも取りかかり、1890年（明治23年）には、東京で開催された「内国勧業博覧会」にピアノとオルガンを出品し、ピアノは有功2等賞、オルガンは有功3等賞を受賞する。しかしこのとき製造されたピアノは主要部品がほとんど輸入品だったため、日本初の国産ピアノと認定されなかった（その後、山葉により製作されたピアノが国産第一号とみなされる）。
1900年（明治33年）には、息子の安蔵をアメリカのエステイ社へ留学させて、ピアノ技術を習得させる。1907年（明治40年）にはグランドピアノの製造に成功する。
しかし、西川の死後の1921年（大正10年）に、彼が設立した西川ピアノは日本楽器製造株式会社に買収された。同工場は日本楽器横浜工場となり、販売店指定ブランドのピアノを製造していたが1936年頃に閉鎖した。

## 略歴
- 1849年（又は1850年） - 上総国の君津に生まれる
- 1865年 - 横浜の西川家の養子になる
- 1876年 - ドーリング商会に弟子入り
- 1880年 - 横浜に「西川風琴製造所」を設立
- 1884年 - 初めての国産のオルガンを完成
- 1887年 - ピアノ製造に着手
- 1907年 - グランドピアノの製造に成功

## 栄典
- 1918年（大正7年）2月20日 - 正五位[4]